# Championnats d'Afrique de lutte 2022
Navigation
2020 2023

Logo de l'édition prévue originellement en 2021

Les Championnats d'Afrique de lutte 2022 se déroulent du 17 au 22 mai 2022 à El Jadida, au Maroc. 
Ils devaient initialement se dérouler  du 6 au 11 avril 2021 à El Jadida, au Maroc, avant d'être reportés en raison de la pandémie de Covid-19. Le Maroc organise finalement l'événement l'année suivante, en 2022. 

## Calendrier
| Épreuve↓/Date (mai 2022) → | Mar 17 | Mer 18 | Jeu 19 | Ven 20 | Sam 21 | Dim 22 |
| -------------------------- | ------ | ------ | ------ | ------ | ------ | ------ |
| Cadets                     |        |        |        |        |        |        |
| Lutte féminine             | x      |        |        |        |        |        |
| Lutte gréco-romaine        | x      |        |        |        |        |        |
| Lutte libre                |        | x      |        |        |        |        |
| Juniors                    |        |        |        |        |        |        |
| Lutte féminine             |        |        | x      |        |        |        |
| Lutte gréco-romaine        | x      |        |        |        |        |        |
| Lutte libre                |        | x      |        |        |        |        |
| Seniors                    |        |        |        |        |        |        |
| Lutte féminine             |        |        |        |        | x      |        |
| Lutte gréco-romaine        | x      |        |        |        |        |        |
| Lutte libre                |        | x      |        |        |        |        |

## Podiums seniors

### Hommes

#### Lutte libre
| Épreuves | Or                        | Argent                     | Bronze                       |
| -------- | ------------------------- | -------------------------- | ---------------------------- |
| 57 kg    | Gamal Mohamed (EGY)       | Ebikewenimo Welson (NGA)   | Omar Faye (SEN)              |
| 57 kg    | Gamal Mohamed (EGY)       | Ebikewenimo Welson (NGA)   | Diamantino Iuna Fafé (GBS)   |
| 61 kg    | Abdelhak Kherbache (ALG)  | Shehabeldin Mohamed (EGY)  | Sofiane El Khamer (MAR)      |
| 61 kg    | Abdelhak Kherbache (ALG)  | Shehabeldin Mohamed (EGY)  | Didier Awene Diatta (SEN)    |
| 65 kg    | Mbunde Cumba (GBS)        | Chouaib Sahraoui (ALG)     | Yehia Hafez (EGY)            |
| 65 kg    | Mbunde Cumba (GBS)        | Chouaib Sahraoui (ALG)     | Otmane El Bahja (MAR)        |
| 70 kg    | Bacar Ndum (GBS)          | Rami Brinis (ALG)          | Mohamed Ali Zorgui (TUN)     |
| 70 kg    | Bacar Ndum (GBS)          | Rami Brinis (ALG)          | Said El Gahsh (EGY)          |
| 74 kg    | Amr Hussen (EGY)          | Abdelkader Ikkal (ALG)     | Arno van Zijl (RSA)          |
| 74 kg    | Amr Hussen (EGY)          | Abdelkader Ikkal (ALG)     | Ogbonna John (NGA)           |
| 79 kg    | Chems Fetairia (ALG)      | Youssef Ait Boulahri (MAR) | Jean David Ste Marie (MRI)   |
| 79 kg    | Chems Fetairia (ALG)      | Youssef Ait Boulahri (MAR) | Andy Kabeya Mukendi (COD)    |
| 86 kg    | Fateh Benferdjallah (ALG) | Mahmoud Badawi (EGY)       | Ekerekeme Agiomor (NGA)      |
| 86 kg    | Fateh Benferdjallah (ALG) | Mahmoud Badawi (EGY)       | Edward Louwing Lessing (RSA) |
| 92 kg    | Mohammed Fardj (ALG)      | Imed Kaddidi (TUN)         | Machiel Grobler (RSA)        |
| 92 kg    | Mohammed Fardj (ALG)      | Imed Kaddidi (TUN)         | Noureldin Hassan (EGY)       |
| 97 kg    | Mostafa Elders (EGY)      | Nicolaas De Lange (RSA)    | Ulrich Elyse Manouan (CIV)   |
| 97 kg    | Mostafa Elders (EGY)      | Nicolaas De Lange (RSA)    | Mohamed Saadaoui (TUN)       |
| 125 kg   | Youssif Hemida (EGY)      | Anas Lamkabber (MAR)       | Hamza Rahmani (TUN)          |

#### Lutte gréco-romaine
| Épreuves | Or                            | Argent                           | Bronze                       |
| -------- | ----------------------------- | -------------------------------- | ---------------------------- |
| 55 kg    | Abdalla Mohamed Shaaban (EGY) | Mohamed Yacine Dridi (ALG)       | Rabby Kilonga Kilandi (COD)  |
| 60 kg    | Abdeldjebar Djebbari (ALG)    | Ahmed Fouad Baghdouda (EGY)      | Salim Hamdi (TUN)            |
| 63 kg    | Abdelkarim Fergat (ALG)       | Moustafa Hussein Alameldin (EGY) | Fouad Fajari (MAR)           |
| 67 kg    | Abdelrahman Ahmed Omar (EGY)  | Ishak Ghaiou (ALG)               | Bilal El Bahja (MAR)         |
| 72 kg    | Mohamed Zahab Khalil (EGY)    | Radhwen Tarhouni (TUN)           | Khalid Amaghdour (MAR)       |
| 72 kg    | Mohamed Zahab Khalil (EGY)    | Radhwen Tarhouni (TUN)           | Walid Ghaiou (ALG)           |
| 77 kg    | Lamjed Maafi (TUN)            | Aziz Boualem (MAR)               | Jean Claude Atongui (CGO)    |
| 77 kg    | Lamjed Maafi (TUN)            | Aziz Boualem (MAR)               | Emad Ashraf Abouelatta (EGY) |
| 82 kg    | Abdelkrim Ouakali (ALG)       | Hakim Trabelsi (TUN)             | Fares Mohamed Ghaly (EGY)    |
| 87 kg    | Bachir Sid Azara (ALG)        | Mohamed Missaoui (TUN)           | Noureldin Hassan (EGY)       |
| 87 kg    | Bachir Sid Azara (ALG)        | Mohamed Missaoui (TUN)           | Barthelemy Tshosha (COD)     |
| 97 kg    | Adem Boudjemline (ALG)        | Mohamed Ali Gabr (EGY)           | Oussama Assaad (MAR)         |
| 130 kg   | Abdellatif Mohamed (EGY)      | Amine Guennichi (TUN)            | Hichem Kouchit (ALG)         |

### Femmes

#### Lutte féminine
| Épreuves | Or                                  | Argent                 | Bronze                     |
| -------- | ----------------------------------- | ---------------------- | -------------------------- |
| 50 kg    | Sarra Hamdi (TUN)                   | Nada Medani (EGY)      | Ibtissem Doudou (ALG)      |
| 53 kg    | Mercy Bolafunoluwa Adekuoroye (NGA) | Nogona Bakayoko (CIV)  | Shaimaa Atef Mohamed (EGY) |
| 55 kg    | Jumoke Bukola Adekoye (NGA)         | Faten Hammami (TUN)    | Louji Yassin (EGY)         |
| 57 kg    | Joseph Essombe (CMR)                | Rayane Houfaf (ALG)    | Farah Ali Hussein (EGY)    |
| 57 kg    | Joseph Essombe (CMR)                | Rayane Houfaf (ALG)    | Nisrine Hammas (MAR)       |
| 59 kg    | Odunayo Adekuoroye (NGA)            | Siwar Bousetta (TUN)   | Fatoumata Camara (GUI)     |
| 62 kg    | Marwa Amri (TUN)                    | Patience Opuene (NGA)  | Mastoura Soudani (ALG)     |
| 65 kg    | Berthe Etane Ngolle (CMR)           | Khadija Jlassi (TUN)   | Sunmisola Balogun (NGA)    |
| 68 kg    | Blessing Oborududu (NGA)            | Menatalla Badran (EGY) | Ranim Saidi (TUN)          |
| 72 kg    | Anta Sambou (SEN)                   | Zaineb Sghaier (TUN)   | Ebi Biogos (NGA)           |
| 76 kg    | Samar Amer (EGY)                    | Hannah Rueben (NGA)    | Amy Youin (CIV)            |

## Tableau des médailles
- Pays organisateur ( Maroc)

| Rang  | Nation                           | Or | Argent | Bronze | Total |
| ----- | -------------------------------- | -- | ------ | ------ | ----- |
| 1     | Égypte                           | 9  | 7      | 9      | 25    |
| 2     | Algérie                          | 9  | 6      | 4      | 19    |
| 3     | Nigeria                          | 4  | 3      | 4      | 11    |
| 4     | Tunisie                          | 3  | 9      | 5      | 17    |
| 5     | Guinée-Bissau                    | 2  | 0      | 1      | 3     |
| 6     | Cameroun                         | 2  | 0      | 0      | 2     |
| 7     | Sénégal                          | 1  | 0      | 2      | 3     |
| 8     | Maroc                            | 0  | 3      | 7      | 10    |
| 9     | Afrique du Sud                   | 0  | 1      | 3      | 4     |
| 10    | Côte d'Ivoire                    | 0  | 1      | 2      | 3     |
| 11    | République démocratique du Congo | 0  | 0      | 3      | 3     |
| 12    | République du Congo              | 0  | 0      | 1      | 1     |
| 12    | Guinée                           | 0  | 0      | 1      | 1     |
| 12    | Maurice                          | 0  | 0      | 1      | 1     |
| Total | Total                            | 30 | 30     | 43     | 103   |